# Kunio Hatoyama
Pour les articles homonymes, voir Hatoyama.
Kunio Hatoyama (鳩山 邦夫, Hatoyama Kunio), né le 13 septembre 1948 à Tokyo et mort le 21 juin 2016 dans la même ville, est un homme politique japonais issu d'une importante famille de l'histoire politique du Japon. Membre du Parti libéral-démocrate (PLD), il fut ministre de la Justice du 27 août 2007 au 1er août 2008, ministre des Affaires intérieures et des Communications et ministre d'État chargé de la Réforme de la décentralisation, dans le 92e cabinet du Japon dirigé par Tarō Asō du 24 septembre 2008 jusqu'à sa démission le 12 juin 2009.

## Biographie

### Origines et formation

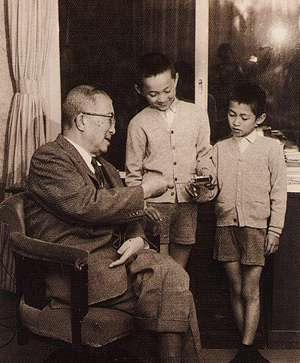
Le Premier ministre Ichirō Hatoyama et ses deux fils, de gauche à droite : Yukio et Kunio Hatoyama

Né dans l'arrondissement de Bunkyō à Tokyo, Hatoyama est le fils de l'ancien ministre des Affaires étrangères de Takeo Fukuda (1976-1977) Iichirō Hatoyama, le petit-fils de Ichirō Hatoyama, ancien Premier ministre (1952-1954) et fondateur du PLD, et l'arrière-petit-fils de l'ancien samouraï Kazuo Hatoyama qui fut président de la Chambre des représentants de 1896 à 1897. Il est également le frère cadet de Yukio Hatoyama, qui est lui aussi engagé dans la politique japonaise mais dans l'opposition au PLD, étant l'une des figures principales du Parti démocrate du Japon qu'il préside de 1999 à 2003 et de 2009 à 2010 ainsi que Premier ministre du 16 septembre 2009 au 4 juin 2010. Son grand-père maternel n'est autre que Shōjirō Ishibashi, le fondateur du fabricant de pneus Bridgestone. 
Il fait l'essentiel de sa scolarité, du primaire au collège, au sein de la prestigieuse Compagnie scolaire Gakushūin, institution privée connue pour être essentiellement réservée aux enfants de l'aristocratie japonaise. Diplômé en sciences politiques à la faculté de droit de l'université de Tokyo en 1972, il devient secrétaire parlementaire de l'ancien Premier ministre Kakuei Tanaka puis passe au service de son père, tout juste élu à la Chambre haute de la Diète, en 1974.

### L'entrée en politique
En 1976, à seulement 28 ans, il est élu comme représentant pour l'un des sièges du 8e district électoral de Tokyo (le scrutin étant alors, et jusqu'en 1996, au vote unique non transférable) sous les couleurs du Club néo-libéral. Ce petit parti avait été fondé quelques mois avant les élections par six membres de la Diète dissidents du PLD. Toutefois, il rejoint assez rapidement le parti majoritaire. Battu en 1979, il est réélu toutefois dès l'année suivante.  
De 1987 à 1993, il est membre, au sein du PLD, du Groupe d'études de Heisei (平成研究会, Heisei Kenkyūkai) ou Heiseikai, la faction menée par Noboru Takeshita et qui reste encore aujourd'hui l'une des principales factions du Jimintō.
Son ascension politique est alors assez rapide, et il entre pour la première fois au Cabinet du Japon à 43 ans, comme ministre de l'Éducation, de la Culture, des Sports, des Sciences et de la Technologie du gouvernement de Kiichi Miyazawa du 5 novembre 1991 au 12 décembre 1992.

### L'opposition au PLD
En 1993, il quitte le PLD et siège alors comme conservateur indépendant, membre de la coalition majoritaire qui pour la première fois depuis sa création en 1955 exclut le PLD du gouvernement. Il devient d'ailleurs alors ministre de la Santé, du Travail et des Affaires sociales dans l'éphémère cabinet de Tsutomu Hata (28 avril-30 juin 1994), lui aussi dissident du PLD à partir de 1993. Il participe ensuite avec ce dernier à la fondation, le 10 décembre 1994, du Parti de la nouvelle frontière ou 新進党 (Shinshintō). Celui-ci constitue alors le principal parti d'opposition à la majorité formée par une alliance entre le PSJ, le PLD et la petite formation du Nouveau Parti pionnier. En janvier 1996, il quitte le Shinshintō et fonde alors, en septembre de cette année, avec son frère aîné, Yukio Hatoyama, et l'ancien ministre de la Santé Naoto Kan, le Parti démocrate du Japon. Yukio et Naoto Kan prennent alors la coprésidence de ce nouveau mouvement, tandis que Kunio en devient le no 3 et vice-président ainsi que le leader de sa fédération de Tokyo. Il est réélu à la Chambre des représentants lors de l'élection générale du 20 octobre 1996, la première où l'ancien système du vote unique non transférable est remplacé par un scrutin uninominal majoritaire à un tour, où chaque député représente une circonscription, associé à d'autres représentants élus quant à eux à la proportionnelle, et siège dans l'opposition pour le 2e district électoral de Tokyo, à savoir les trois arrondissements de Chūō, de Taitō et Bunkyō. 
En avril 1998, le PDJ rallie d'autres mouvements anti-PLD pour former un nouveau PDJ ou Minshutō, qui est encore aujourd'hui le principal parti d'opposition. Son frère, Yukio Hatoyama, est alors l'une des principales personnalités de ce parti puisqu'il en est le président (et donc leader de l'opposition) de 1999 à 2002 et de 2009 à 2010.
En mars 1999, il démissionne de son siège de représentant à la Diète et se présente, en étant investi par le PDJ mais en se déclarant indépendant, à l'élection pour le poste de gouverneur de Tokyo, mais il est battu par l'écrivain Shintarō Ishihara. Yōichi Masuzoe, un de ses futurs collègues ministres dans les gouvernements Fukuda puis Asō, fut aussi candidat lors de cette élection en arrivant troisième lors du scrutin, derrière Ishihara et Hatoyama.

### Le retour au PLD
Toutefois, critiquant l'évolution vers la gauche du PDJ engagée par son frère, Kunio Hatoyama retourne au PLD en 2000, à la veille de nouvelles élections à la Chambre des représentants, se présentant sur la liste du parti majoritaire pour obtenir l'un des sièges à la proportionnelle de la Chambre des représentants pour la préfecture de Tokyo. 
En 2003, il tente de retrouver une circonscription au scrutin uninominal, dans le 18e district électoral de Tokyo tout en étant toujours présent sur la liste du parti pour l'élection à la proportionnelle. Il s'agit alors de l'une des batailles les plus cruciales et les plus observées de l'élection, puisqu'il affronte dans cette circonscription le sortant qui n'est autre que son ancien allié et alors chef de l'opposition en tant que président du PDJ Naoto Kan. Il est toutefois largement battu, Kan étant réélu avec plus de 139 000 voix, soit 58,4 % des suffrages, tandis que Hatoyama n'en récolte qu'à peine 83 300 bulletins (34,9 %). Il ne retourne à la Chambre des représentants que grâce à la proportionnelle.
Ensuite, en 2005, après avoir fait toute sa carrière politique à Tokyo, il se présente dans le 6e district de la préfecture de Fukuoka dans le nord-ouest de l'île de Kyūshū, à savoir essentiellement la ville de Kurume, d'où son grand-père maternel était originaire, et ses environs, et l'emporte cette fois sur le député sortant du PDJ. 
Bien qu'il soit resté pendant plusieurs années hors de toute faction interne du PLD, il rejoint en 2007 la faction Tsushima, héritière de l'ancienne faction Takeshita dont il fut membre dans les années 1980 et 1990, et qui défend notamment une position modérée et de conciliation en politique étrangère, notamment avec la Corée du Sud ou la république populaire de Chine, ainsi que le maintien d'un minimum de dépenses sociales de la part de l'État. Il en est d'ailleurs l'un des deux vice-présidents, avec Fukushiro Nukaga (futur chef de la faction à partir de 2009). Toutefois, Hatoyama est en son sein l'un des rares supporters de l'ancien ministre des Affaires étrangères Tarō Asō, connu pour ses propos populistes et nationalistes. Ainsi, il a soutenu Asō lors des campagnes à la présidence du PLD de septembre 2006 et de septembre 2007 qu'il a toutes deux perdu au profit successivement de Shinzō Abe puis de Yasuo Fukuda. 
Lors du remaniement ministériel du 27 août 2007 qui fait suite à la défaite importante du PLD qui perd alors la majorité à la Chambre des conseillers, Shinzō Abe, très impopulaire et fortement remis en question au sein du parti, doit ouvrir son Cabinet à certains de ses opposants, dont Kunio Hatoyama qui devient ainsi ministre de la Justice. Il conserve son poste dans le cabinet de Yasuo Fukuda le 25 septembre 2007, même si encore une fois il a soutenu lors de l'élection à la présidence du PLD son concurrent Tarō Asō. Toutefois, lors du remaniement de ce cabinet, le 1er août 2008, il n'est pas conservé à son poste et quitte le gouvernement.
Fidèle ami et partisan de Tarō Asō, il intègre de nouveau le Cabinet du Japon lorsque ce dernier devient Premier ministre le 24 septembre 2008, cette fois-ci chargé des Affaires intérieures et des Communications ainsi que de la Réforme de la décentralisation. Il s'oppose toutefois à son Premier ministre sur la question de maintenir ou non à la tête de la Japan Post Holdings Yoshifumi Nishikawa, celui-ci étant critiqué par le ministre pour avoir tenté de vendre la chaîne hôtelière appartenant à la compagnie postale à un groupe financier dont le président fut impliqué dans la mise en place du plan de privatisation de la poste, tandis qu'Asō désire maintenir Nishikawa au nom de la stabilité de l'administration en période de crise économique et financière. Protestant contre cette décision, Kunio Hatoyama décide finalement de démissionner du gouvernement le 12 juin 2009.
Après la victoire aux élections législatives du 30 août 2009 du PDJ emmené par son frère Yukio Hatoyama, l'accession au poste de Premier ministre de ce dernier et la démission de Tarō Asō de la présidence du PLD, Kunio Hatoyama, l'un des rares députés sortants libéraux démocrates à être réélu confortablement dans sa circonscription (avec 51,3 % des suffrages exprimés), siège désormais dans l'opposition. Lors de la campagne pour l'élection du nouveau président du parti, prévue pour le 28 septembre 2009, il soutient la candidature de Yasutoshi Nishimura, le plus critique à l'égard des réformes lancées entre 2001 et 2006 par Jun'ichirō Koizumi tout en étant, comme ce dernier l'était, partisan de l'abolition du jeu des factions et de la lutte contre la bureaucratie. 

### Nouvelle dissidence éphémère
Le 15 mars 2010, il annonce sa démission du PLD, critiquant tant la nouvelle majorité menée par son frère que la manière dont Sadakazu Tanigaki dirige l'opposition parlementaire, et déclare sa volonté de créer un nouveau parti politique. Il appelle deux autres poids lourds de l'opposition, elles aussi critiques envers Tanigaki, à le rejoindre : le populaire ancien ministre de la Santé Yoichi Masuzoe et l'ancien ministre des Finances Kaoru Yosano. Il ne rejoint toutefois par la suite aucun des partis créés par ces derniers, et continue à siéger comme indépendant.
Il montre très vite une volonté de retourner au PLD. Il vote, lors des élections de nouveaux Premiers ministres en 2010 et en 2011, pour Sadakazu Tanigaki contre les candidats démocrates successivement élus, Naoto Kan puis Yoshihiko Noda (alors même qu'il reçoit lui-même une voix, sans être candidat, lors du scrutin du 30 août 2011, celle du dissident du PDJ Masazumi Nakajima). Le 21 décembre 2011, il fait une demande officielle pour revenir dans le parti, mais la direction de ce dernier est divisée à son sujet et décide de remettre la décision à prendre à plus tard. 
Pour les élections législatives du 16 décembre 2012, il est candidat comme indépendant dans son 6e district de la préfecture de Fukuoka, mais il obtient l'investiture du PLD grâce au soutien de son nouveau président, Shinzō Abe, et contre la volonté de l'autre poids lourd libéral-démocrate de cette préfecture, Tarō Asō, son ancien allié devenu rival depuis leur opposition au sujet de la Japan Post en 2009. Grâce à cela, et dans un contexte marqué par un fort vote sanction contre le PDJ (qui retombe à 57 députés), Kunio Hatoyama est réélu. Son score est toutefois moins bon qu'en 2009 (87 705 voix et 41,6 %, soit 50 622 votes et 11,1 points de moins que trois ans auparavant), du fait surtout de la présence d'un candidat de l'Association pour la restauration du Japon (ARJ), troisième force populiste et de droite qui a connu un certain succès lors de ce scrutin. Il retourne officiellement au PLD, de nouveau majoritaire, le 28 décembre 2012.

## Prises de position et controverses
Kunio Hatoyama, pourtant membre d'une faction considérée comme plutôt modérée, est souvent perçu comme un faucon et un néo-conservateur. C'est ainsi un ami et un proche du très populiste[non neutre] et nationaliste Tarō Asō, et comme lui, il est affilié au très influent et ouvertement révisionniste lobby Nippon Kaigi. Il a déjà réalisé de nombreuses visites au sanctuaire de Yasukuni, lieu de culte shintō très controversé[non neutre] de Tokyo dédié aux Japonais « ayant donné leur vie au nom du Japon » qui est devenu le symbole du renouveau nationaliste au Japon tout en suscitant la polémique du fait qu'il[Qui ?] a reconnu comme « martyrs » 14 criminels de guerre de classe A de la Seconde Guerre mondiale.
Lorsqu'il est nommé par Shinzō Abe ministre de la Justice, il a alors pour mission d'enrayer la montée de la criminalité au Japon et de renouer à l'image traditionnelle de ce pays en tant que l'un des pays les plus sûrs au monde. Il fonde alors son action sur deux axes principaux : le soutien zélé[non neutre] à la peine de mort et la limitation de l'immigration, source selon lui d'insécurité.   

### Sa position sur lapeine de mort
Avant toute exécution, le ministère de la Justice doit confirmer celle-ci par sa signature. 
À la fin du mois de septembre 2007, Hatoyama, fervent défenseur de la peine capitale, a annoncé que la procédure actuelle, qui lui donne un droit de regard sur l'exécution des détenus, pourrait être remplacée par une procédure « automatique et objective ». Si cette réforme voyait le jour, une exécution aurait alors automatiquement lieu dans un délai de six mois après la fin de la procédure judiciaire, sans attendre l'aval du ministre. Certains de ses prédécesseurs, comme Seiken Sugiura, avaient usé de leurs prérogatives pour éviter de faire appliquer la peine de mort sous leur mandat.
Sa proposition a alors provoqué de vives réactions, notamment d'associations ou organismes, comme Amnesty International Japon, s'opposant à la peine de mort qui l'ont accusé de se dédouaner de toute responsabilité morale en ne voulant plus signer les ordres d'exécution et d'ignorer les droits de l'homme.
Il a affirmé par ailleurs, dans un entretien accordé à l'hebdomadaire Shukan Asahi, que les exécutions doivent se faire « tout simplement avec gravité et solennité ».
Durant ses 11 mois passés au ministère de la Justice, 13 condamnés à mort ont été exécutés, accélérant ainsi la tendance engagée par son prédécesseur Jinen Nagase (qui avait, entre décembre 2006 et août 2007, permis 10 exécutions) alors que justement le Japon s'était engagé en 2003 dans une voie plus modérée (entre 2003 et fin 2006, il n'y avait eu que 4 exécutions, dont aucune de 2005 à 2006 sous Seiken Sugiura). Ce zèle a valu à Hatoyama le surnom de « Shinigami » (死神), traduit alors par « dieu de la mort » ou « faucheur », de la part du grand quotidien progressiste Asahi Shinbun.
En décembre 2010, Kunio Hatoyama a déclaré regretter ne pas avoir fait procéder à plus d'exécutions durant son passage au ministère de la justice.

### Remarque sur l'Attentat de Bali
En octobre 2007, Hatoyama, lors d'une conférence à l'Association des correspondants étrangers à Tokyo, a alors déclaré qu'« un ami de mes amis » était un terroriste d'Al-Qaïda qui avait participé à l'attentat de Bali en 2002 et qu'il était venu au Japon plusieurs fois,. 
Cette anecdote devait alors servir d'argument pour le projet gouvernemental visant à demander systématiquement aux étrangers et aux immigrés leurs empreintes digitales et leurs photographies lors de leur arrivée au Japon. Mais le porte-parole du gouvernement, Nobutaka Machimura, l'a alors repris en regrettant que ses propos aient donné la fausse impression, implicitement, qu'un ministre de la Justice ait pu connaître un terroriste.

## Vie privée
Il se marie en 1973 avec Emily Takami (高見 エミリー, Takami Emirī), fille d'un homme d'affaires australien et d'une mère japonaise. Elle a connu une carrière d'actrice, surtout à la télévision, lorsqu'elle était enfant puis adolescente dans les années 1960 et 1970, avant de devenir ensuite mannequin. Sa sœur, Risa Takami (高見 理沙), a quant-à-elle épousé le cousin germain de Kunio Hatoyama et petit-fils du fondateur de Bridgestone Shōjirō Ishibashi, à savoir Hiroshi Ishibashi. Risa Ishibashi est désormais peintre numérique pour le « studio L » et a notamment fait partie de l'équipe technique du film d'animation La Traversée du temps (時をかける少女, Toki wo Kakeru Shōjo). 
Kunio et Emily Hatoyama ont eu ensemble trois enfants, deux fils et une fille : 
- Tarō Hatoyama (鳩山 太郎, Hatoyama Tarō?), né en 1974 dans l'arrondissement de Bunkyō à Tokyo, fief de la famille, il a comme son père fait sa scolarité dans la Compagnie scolaire Gakushūin et est diplômé de la faculté de sciences politiques et économiques de la prestigieuse université Waseda, il est déjà engagé dans la vie politique. Il fut ainsi membre de l'Assemblée de la préfecture de Tokyo de 2003 à 2005[15].
- Hanako Hatoyama (鳩山 華子, Hatoyama Hanako?), chanteuse qui a pris le nom de jeune fille de sa mère comme nom d'artiste et est ainsi mieux connue comme Hanako Takami (高見 華子, Takami Hanako?), née en 1977 et diplômée en économie de l'Université Keiō.
- Jirō Hatoyama (鳩山 二郎, Hatoyama Jirō?), né en 1979 lui-aussi dans l'arrondissement de Bunkyō à Tokyo, diplômé de l'université Kyorin de la ville de Mitaka dans la métropole de Tokyo (jusqu'à un doctorat en coopération internationale qu'il n'a pas terminé), il est le successeur en politique de son père en étant maire d'Ōkawa dans la préfecture de Fukuoka de 2013 à 2016 avant de reprendre la circonscription paternelle du 6e district de la préfecture de Fukuoka après le décès de ce dernier en 2016.

Selon le Mainichi Shinbun, la fortune personnelle de Kunio Hatoyama (patrimoine actif) s'élèverait en octobre 2008 à 764,6 millions de yens (soit plus de 6,4 millions d'euros), faisant de lui le membre le plus riche du gouvernement Asō, Tarō Asō compris.